# Jane Colden
Jane Colden (New York, 27 marzo 1724 – New York, 10 marzo 1766) è stata una botanica statunitense.
È considerata la prima botanica donna attiva sul suolo americano. Rinomata nell'ambiente scientifico dell'epoca, dopo la sua morte fu dimenticata; il suo lavoro è stato riscoperto solo a partire dalla seconda metà del XIX secolo.

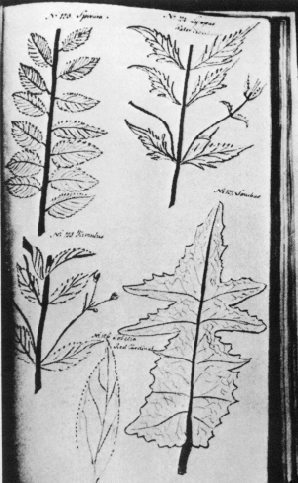
Disegni di foglie sul taccuino di Jane Colden.

## Biografia
Nacque a New York nel 1724, figlia del futuro governatore coloniale Cadwallader Colden e di sua moglie Alice Christie. Nonostante fosse educata privatamente il padre, uomo colto formatosi all'università di Edimburgo, le permise di coltivare il proprio interesse per la scienza, specialmente la botanica, di cui era anch'egli appassionato, ma che aveva difficoltà a seguire da solo in quanto affetto da problemi alla vista.
Trasferitasi in campagna col padre, dal 1749 cominciò ad esercitare attivamente l'attività di botanica, documentando la flora della valle del fiume Hudson e raccogliendo nel proprio taccuino (oggi conservato al British Museum) disegni e descrizioni di 341 specie vegetali. Il padre corrispondeva con numerosi naturalisti europei riportando il lavoro della figlia, e presto Jane Colden divenne nota nell'ambiente scientifico, attirando l'ammirazione anche di Peter Collinson e John Bartram, mentre pare che Carlo Linneo non l'apprezzasse particolarmente. Jane Colden fu la prima a descrivere e catalogare la gardenia, che nominò in onore dell'amico botanico Alexander Garden.
Nel 1759 si sposò col colono scozzese William Farquhar, dal quale ebbe un figlio; i nuovi impegni familiari la costrinsero presto ad abbandonare la botanica, anche se riuscì a dedicarsi con successo alla produzione casearia. Morì nel 1766 di parto, seguita poco dopo dal figlio.
| Colden è l'abbreviazione standard utilizzata per le piante descritte da Jane Colden. Consulta l'elenco delle piante assegnate a questo autore dall'IPNI. |